# Pryteria apicella
Pryteria apicella là một loài bướm đêm thuộc phân họ Arctiinae, họ Erebidae.